# أغلبية صامتة

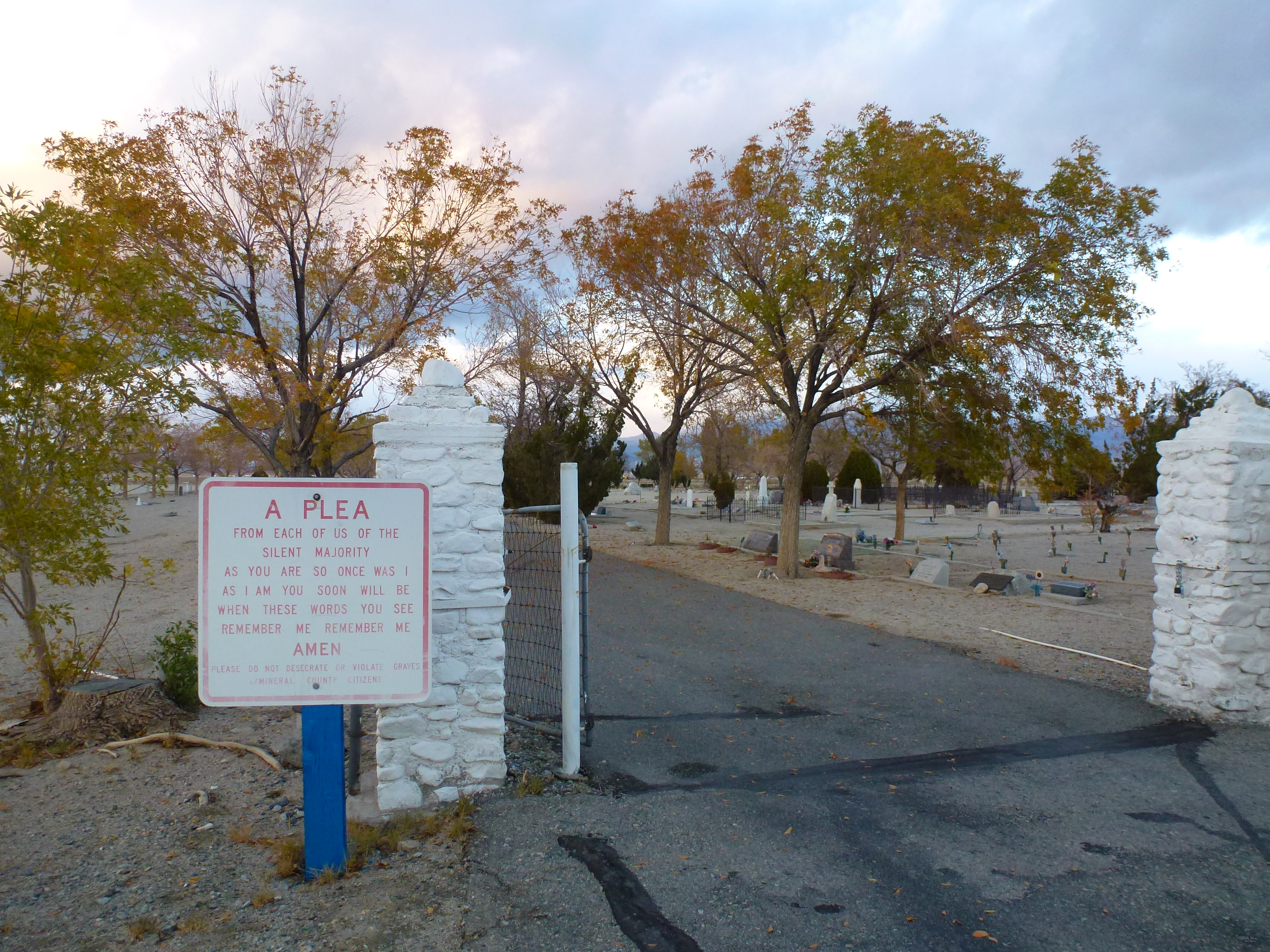
الأغلبية الصامتة، هوثورن، نيفادا، 2012 - بانوراميو

الأغلبية الصامتة (بالإنجليزية: Silent Majority) هو مصطلح سياسي اجتماعي عرف في مصر وبلاد الربيع العربي بـحزب الكنبة، وانتشر بُعيَد ثورة 25 يناير 2011 ومثيلاتها من الثورات.

## التعريف
مصطلح «حزب الكنبة» من المصطلحات السياسية المستحدثة التي اكتسبت أهمية وزخماً كبيراً في الفضاء السياسي المصري خصوصاً في مرحلة ما بعد الثورة، ولذلك تعددت تعاريفه وتوصيفاته. فهو عند البعض مصطلح يعبّر عن الأغلبية الصامتة من الشعب العازفة عن السياسة بأشكالها كافّة. ومنهم من يحصرها في قطاع من الشعب يتجاهل كل نداءات الانخراط في الأحزاب أو المشاركة في الحياة السياسية.
البعض الآخر يراهم بأنهم هم «الجالسون إليها أو عليها (الكنبة) يراقبون شاشات التليفزيون يوميا ويتابعون ما تبثه من شجار سياسي وتوك شو انفعالي وبرامج إخبارية وتحليلات عشوائية.»

## الأعضاء
حزب الكنبة يضم بين جنباته فئات شتى. منهم المواطنون المؤدون للعملية السياسية لكن غير المهتمين بالمشاركة فيها. ومنهم غير المشتغلين بالسياسة والشأن العام سواءً بالتأييد أو الرفض. إلى جانب كثير من ربات البيوت، والعمال غير المتفرغين.

## في الدول الأخرى
مصطلح حزب الكنبة تطبقه شعوب أخرى بمسميات مختلفة في دول عديدة، على رأسها الولايات المتحدة الأمريكية التي يعزف قطاع عريض من الشعب فيها عن المشاركة في السياسة. وقد ذكرت صحيفة يو إس إيه توداي الأمريكية واسعة الانتشار عزوف نحو 90 مليون ناخب أمريكي (من إجمالي 206 مليون أمريكي لهم حق التصويت) عن المشاركة في الانتخابات التي جرت في نوفمبر 2012 والتي انتخب فيها باراك أوباما لولاية ثانية.